# Йог (фильм)
«Йог» (нем. Der Yoghi) — немецкий немой художественный фильм 1916 года, снятый режиссёрами Паулем Вегенером и Рохусом Глизе на киностудии «Projektions-AG Union».
Премьера фильма состоялась в сентябре 1916 года.
Ныне считается утерянным фильмом.

## Сюжет
Молодой изобретатель Расмус живёт в домике на курорте, где находится индийский исследователь Йог, который делает его и индианку Миру невидимыми с помощью волшебного зелья. Расмус и Мира решают остановить Йога и принимают зелье, чтобы его победить. В итоге, Расмус закрывает Йога в доме, и тот делает всесожжение, чтобы оставаться невидимым.

## В ролях
- Пауль Вегенер — Йог / Расмус
- Лида Салмонова — Мира, индианка
- Фритц Хуф — бог Шива
- Хедвиг Гутцайт

## Примечание
1. ↑  filmportal.de — 2005.